# 取手駅

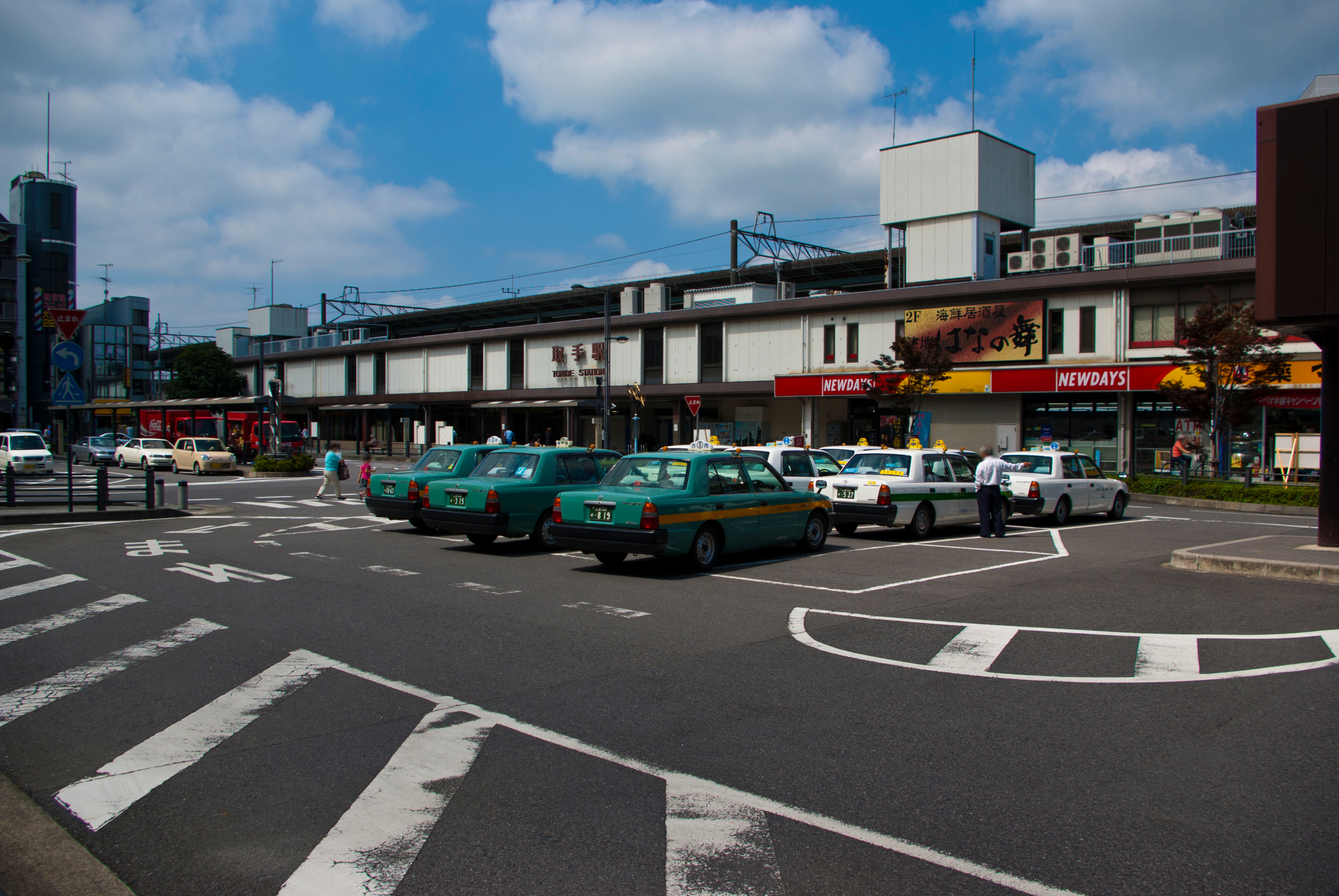
東口（2009年8月）

取手駅（とりでえき）は、茨城県取手市中央町にある、東日本旅客鉄道（JR東日本）・関東鉄道の駅である。
取手市の中心駅であり、茨城県の最南端に位置する駅である。

## 乗り入れ路線
JR東日本の常磐線と、関東鉄道常総線の接続駅となっている。
JR常磐線の駅には、当駅以南（綾瀬駅・上野駅方面）で快速線を走る中距離列車および常磐線快速と、緩行線を走る常磐線各駅停車が停車する。ただし常磐線各駅停車は平日ラッシュ時のみの運行となっている。
また、当駅以北は電化方式が異なる（詳細は後述）ため、直流電車を使用する常磐線快速電車と常磐線各駅停車は当駅を運転系統の終点としている。したがって当駅は常磐線の複々線区間の終点であり、常磐線内の電車特定区間も当駅までである。当駅以北（土浦駅方面）には交直流電車を使用する特急・中距離電車のみが乗り入れる。合わせて路線を管轄するJR東日本の支社も当駅以北では異なり、上野駅から当駅までは首都圏本部、藤代駅以北は水戸支社となる。
茨城県内で首都圏本部管轄の駅は当駅が唯一であり、北関東3県で唯一電車特定区間（E電区間）にある駅となっている。そのため、駅ナンバリングは当駅まで設定され、藤代以北では割り振られていない（駅ナンバリングの割り振りについても、北関東3県に所在するJR東日本の駅では2023年時点で当駅が唯一となっている）。

## 歴史
- 1896年（明治29年）12月25日：日本鉄道の駅として開業[1]。
- 1906年（明治39年）11月1日：日本鉄道が国有化される[1]。
- 1909年（明治42年）10月12日：線路名称制定により常磐線の所属となる。
- 1913年（大正2年）11月1日：常総鉄道が開業[2]。
- 1930年（昭和5年）6月：駅舎の一部を改築。
- 1945年（昭和20年）3月20日：常総鉄道が筑波鉄道を吸収合併し、常総筑波鉄道となる[2]。
- 1949年（昭和24年）6月1日：日本国有鉄道発足。
- 1961年（昭和36年）2月：常総線のホームが分離される[2]。
- 1965年（昭和40年）6月1日：常総筑波鉄道が鹿島参宮鉄道と合併し、関東鉄道となる[2]。
- 1972年（昭和47年）12月：キリンビール取手工場専用線の運用を開始。
- 1974年（昭和49年）7月16日：常総線の貨物の取り扱いが廃止[2]。
- 1977年（昭和52年）4月7日：常総線の当駅から寺原駅間が複線化[2]。
- 1979年（昭和54年）9月9日：乗降場のホーム改番[3]。
- 1982年（昭和57年）11月15日：常磐線複々線（第2期、我孫子 - 取手間）開業。常磐線急行「ときわ」のうち1往復が停車するようになる。
- 1984年（昭和59年）2月1日：キリンビール取手工場専用線の運用を停止。
- 1985年（昭和59年）3月14日：常磐線の荷物の取り扱いが廃止[1]。
- 1987年（昭和62年）4月1日：国鉄分割民営化により、国鉄の駅は東日本旅客鉄道（JR東日本）の駅となる[1]。
- 1988年（昭和63年）10月1日：駅ビル「ボックスヒル取手」が開業[4]。
- 1992年（平成4年）6月2日：関東鉄道常総線の列車が駅ビルに衝突する事故が発生（関東鉄道常総線列車衝突事故）[2]。
- 1993年（平成5年）9月17日：JR東日本の駅に自動改札機を設置し、供用開始[5]。
- 1999年（平成11年）4月1日：関東鉄道の駅に発車メロディを導入。
- 2001年（平成13年）11月18日：JR東日本でICカード「Suica」の利用が可能となる。
- 2003年（平成15年）10月10日：関東鉄道のホームがかさ上げされる[6]。
- 2009年（平成21年）
  - 3月14日：関東鉄道でICカード「PASMO」の利用が可能となる[報道 1]。同時にSuicaとの相互利用開始[2]。
  - この年、当駅南方の快速線利根川橋梁の架け替え工事開始。
- 2013年（平成25年）12月8日：快速線の利根川橋梁部の上り新線が供用開始。
- 2014年（平成26年）
  - 3月28日：西口と直結する歩行者デッキの供用開始[新聞 1]。
  - 4月1日：西口の取手市営駐輪場の供用開始[新聞 1]。
  - 11月9日：快速線の利根川橋梁の架け替え完全供用開始。
- 2015年（平成27年）3月14日：ダイヤ改正に伴い、特急列車は全列車が通過となる。
- 2017年（平成29年）2月26日：東口改札が駅遠隔操作システム（現・お客さまサポートコールシステム）の導入により無人化[新聞 2]。
- 2020年（令和2年）3月26日：駅ビル「ボックスヒル取手」が「アトレ取手」へ改称[報道 2]。
- 2023年（令和5年）2月28日：みどりの窓口の営業を終了[7][8]。
- 2024年（令和6年）1月9日：JR東日本1・2番線（常磐線各駅停車）ホームにて、スマートホームドアの使用を開始[9][報道 3][報道 4]。

## 駅構造
駅舎は橋上（JR西口、関東鉄道常総線）および高架（JR東口）。JRの東口・西口の出入口は構内（改札外）では行き来できない。そのため、地下連絡通路（ギャラリーロード）が駅の東西を結び、東側から関東鉄道常総線に乗る場合はここを通る。
JR西口・関鉄駅舎は駅ビル「アトレ取手」と併設されており、3階にJR、関鉄それぞれが独立した窓口と改札口を持つ。またJR線・関東鉄道常総線連絡改札口が設けられている。関東鉄道常総線には2階にも駅ビル内に直結する自動改札機のない改札口が駅ビル営業時間内のみ開設されていたが、2009年（平成21年）3月13日をもって閉鎖された。

### JR東日本
島式ホーム3面6線を有する橋上駅・高架駅になっている。駅番号は快速と各駅停車でそれぞれ「JJ 10」「JL 32」が付与される。
直営駅で、松戸統括センターの被管理駅となっている。東口改札はお客さまサポートコールシステムが導入されており、終日インターホンによる案内となる。
1階が東口改札コンコース階、2階がホーム、3階が西口コンコース階となっている。
西口側はエスカレーターやエレベーターなどが整備されているのに対し、東口は長らく階段しかなく、エスカレーター・エレベーターを使う場合は自由通路で西口側に回る必要があった。その後、2023年3月に東口と1・2番線ホームを結ぶエレベーターが供用を開始し、東口のバリアフリールートが確保された（3 - 6番線ホームへは、一旦1・2番線ホームおよび西口コンコースを経由する必要がある）。
1・2番線ホームの電車発着は平日朝夕のみであるが、東口側と西口側を構内では最短で結んでいるため、運転時間外でも通行できる。2024年2月には、同ホームと西口コンコースを結ぶエレベーターが供用を開始した。
トイレは西口・東口とも改札内コンコースにある。西口側には緩行線ホームへの階段付近に車椅子対応トイレが別に設置されている。
快速線と緩行線の線路別複々線区間の終端駅であり、1・2番線が緩行線用、3 - 6番線が快速線用のホームとなっている。前者は当駅が終端、後者は当駅より先、土浦・水戸方面に直通可能となっている。
快速線ホームには、中ほどに待合室が設置されている。また、土浦方には留置線が1本あり、到着後ここに一旦引き上げて回送となるものや、折り返し上野行きとなる快速電車（E231系を使用する電車）がある。夜間滞泊は設定されておらず、当駅と我孫子駅・松戸駅との間で回送列車が設定されている。
2014年3月15日のダイヤ改正から当駅折り返しとなる折り返し時間の長い快速電車では、平日朝7時00分 - 9時00分に発車する列車を除き、車内保温維持を目的に一部のドア締切が実施される（ダイヤ乱れや当駅での折り返し時間が短い場合は、一部のドア締切を行わない時がある）。
6番線に停車する10両編成の普通列車（E531系を使用する電車）は、15両編成と同じ位置（上野寄り）に停車する。
東口のみどりの窓口は2017年2月に閉鎖され、代わりに指定席券売機が設置された。以前は東口の改札口横に旅行代理店「びゅうプラザ」もあったが、閉鎖された。その後、西口のみどりの窓口も2023年2月に営業終了した。

#### のりば
| 番線 | 路線                          | 方向 | 行先                             | 備考                            |
| ---- | ----------------------------- | ---- | -------------------------------- | ------------------------------- |
| 1・2 | 常磐線（各駅停車）            | 上り | 北柏・南柏・松戸・金町・綾瀬方面 | 平日朝夕のみ運転                |
| 3    | 常磐線（快速） 上野東京ライン | 上り | 松戸・上野・東京・新橋・品川方面 | ■中距離列車 （一部列車は4番線） |
| 4・5 | 常磐線（快速） 上野東京ライン | 上り | 松戸・上野・東京・新橋・品川方面 | 当駅始発                        |
| 5・6 | ■常磐線                       | 下り | 土浦・石岡・水戸・勝田・高萩方面 | 5番線は一部列車                 |

（出典：JR東日本:駅構内図）
- 土曜・休日ダイヤ（年末年始期間含む）の常磐線（各駅停車）は我孫子始発となるため、1・2番線ホームから発着する列車はない（前述の通り通行は可能）。
- 快速線の本線は、上りが3番線、下りが6番線である。4・5番線は、当駅始発の快速電車が使用するほか、中距離列車が特急列車の通過待ちに使用する。
- 常磐線各駅停車では、駆け込み乗車を減らす有効性の実験のため、2018年8月1日より車両備え付けの乗降促進メロディーを導入した。そのため当駅1・2番線では発車メロディーの使用が停止されていたが、一定の効果が得られたことから2019年3月16日のダイヤ改正に合わせて完全に使用停止となった。なお、3番線 - 6番線の発車メロディーは継続使用となっている[新聞 3][報道 5]。

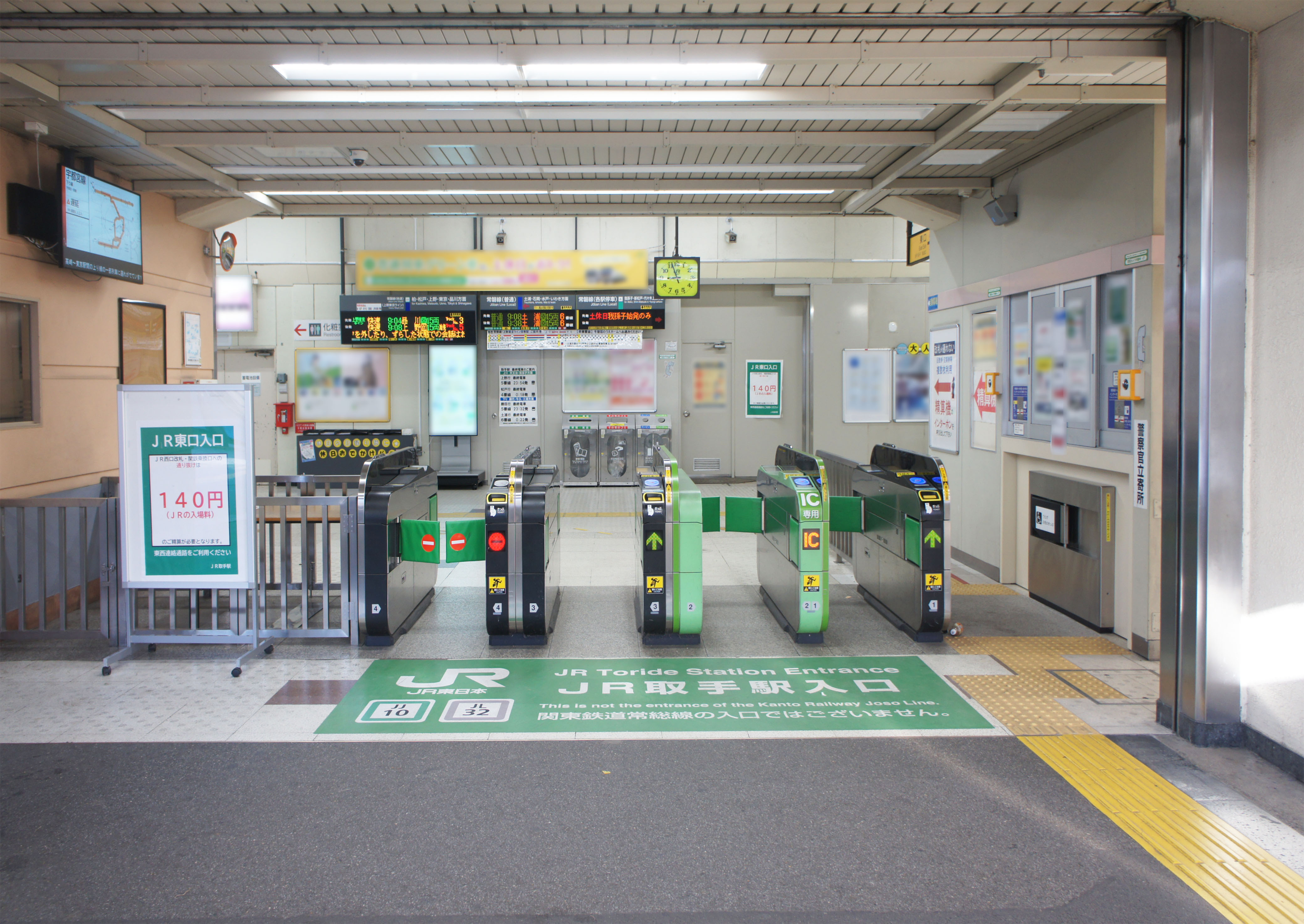
東口改札（2021年12月）
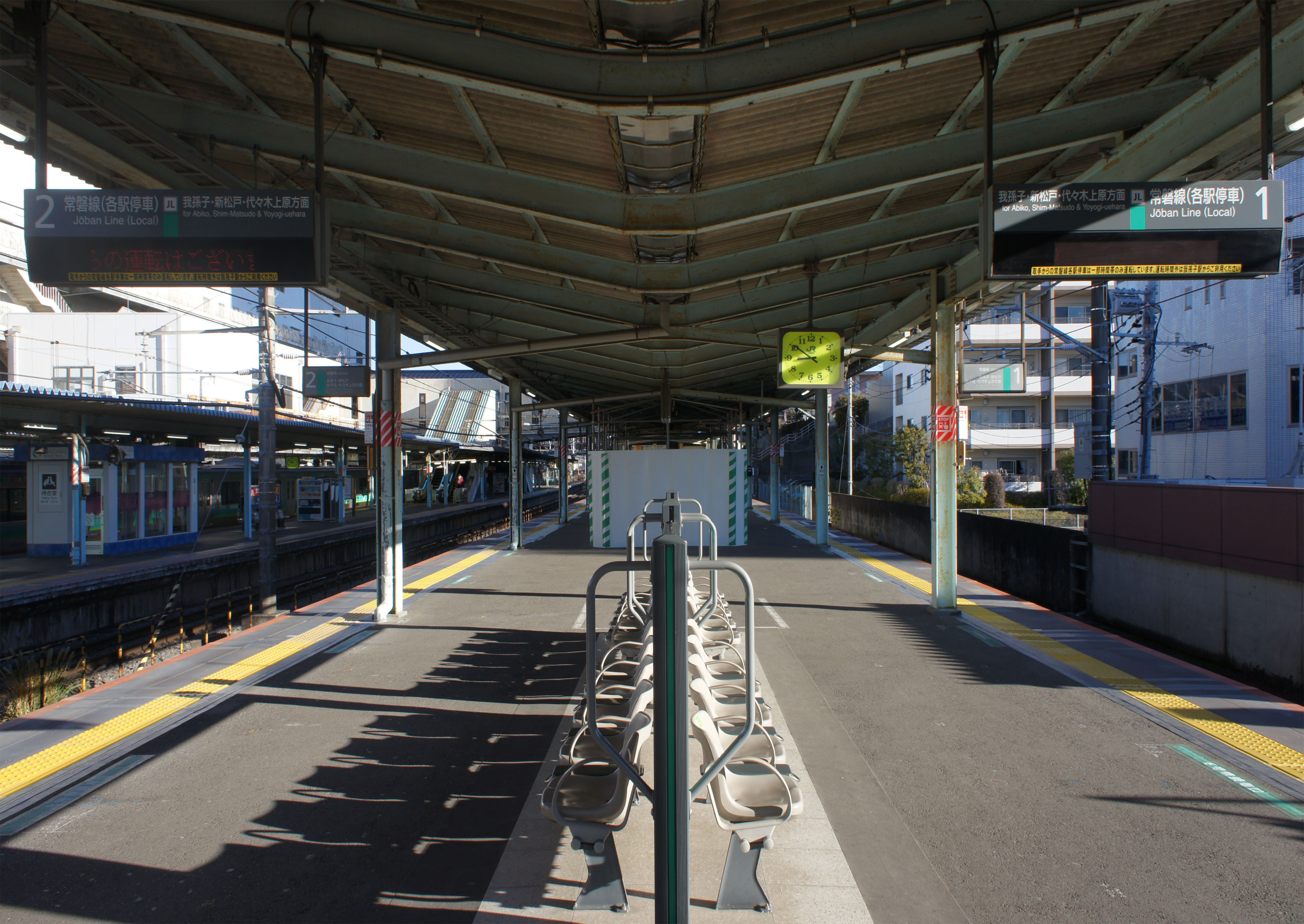
1・2番線ホーム（2021年12月）
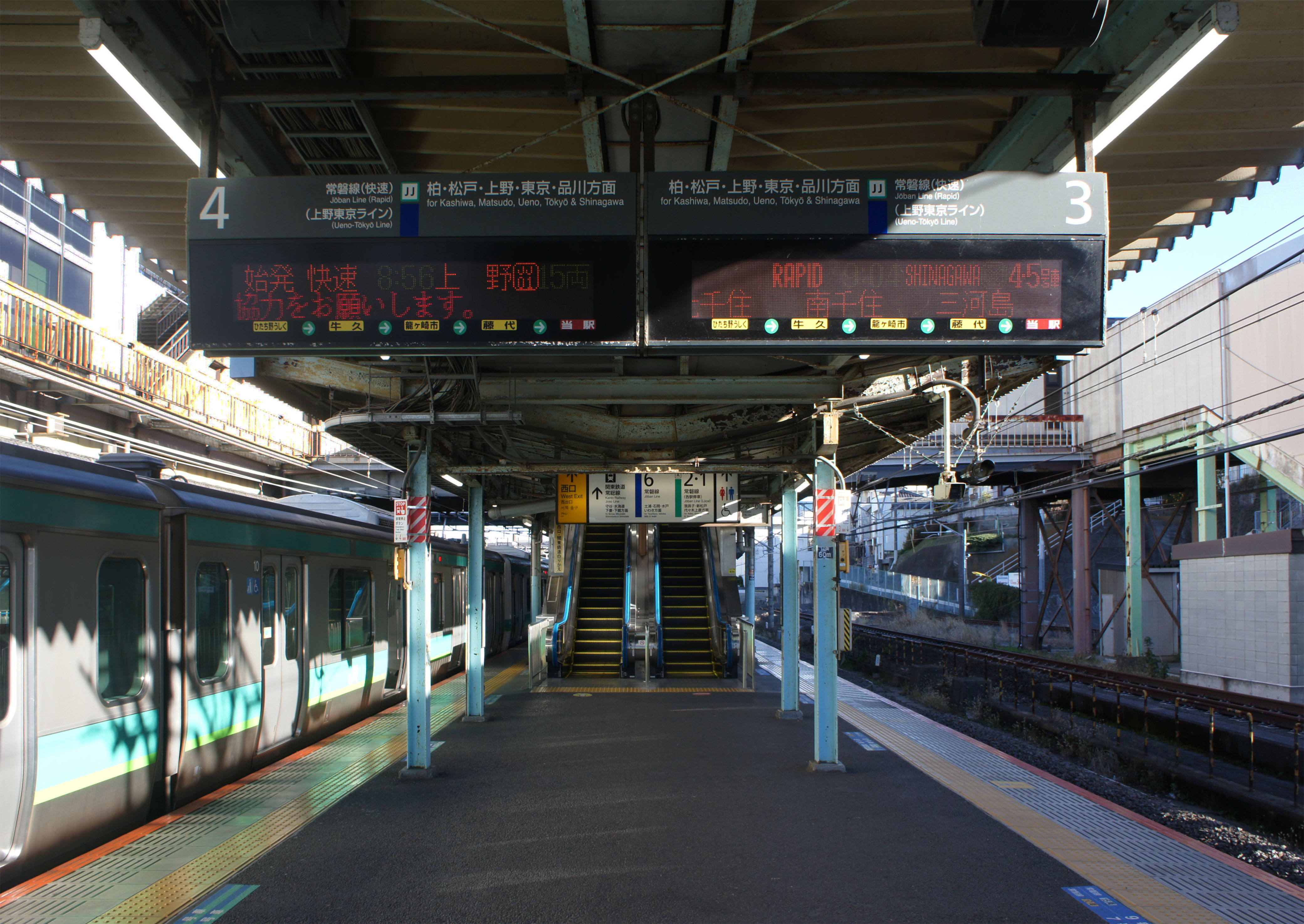
3・4番線ホーム（2021年12月）
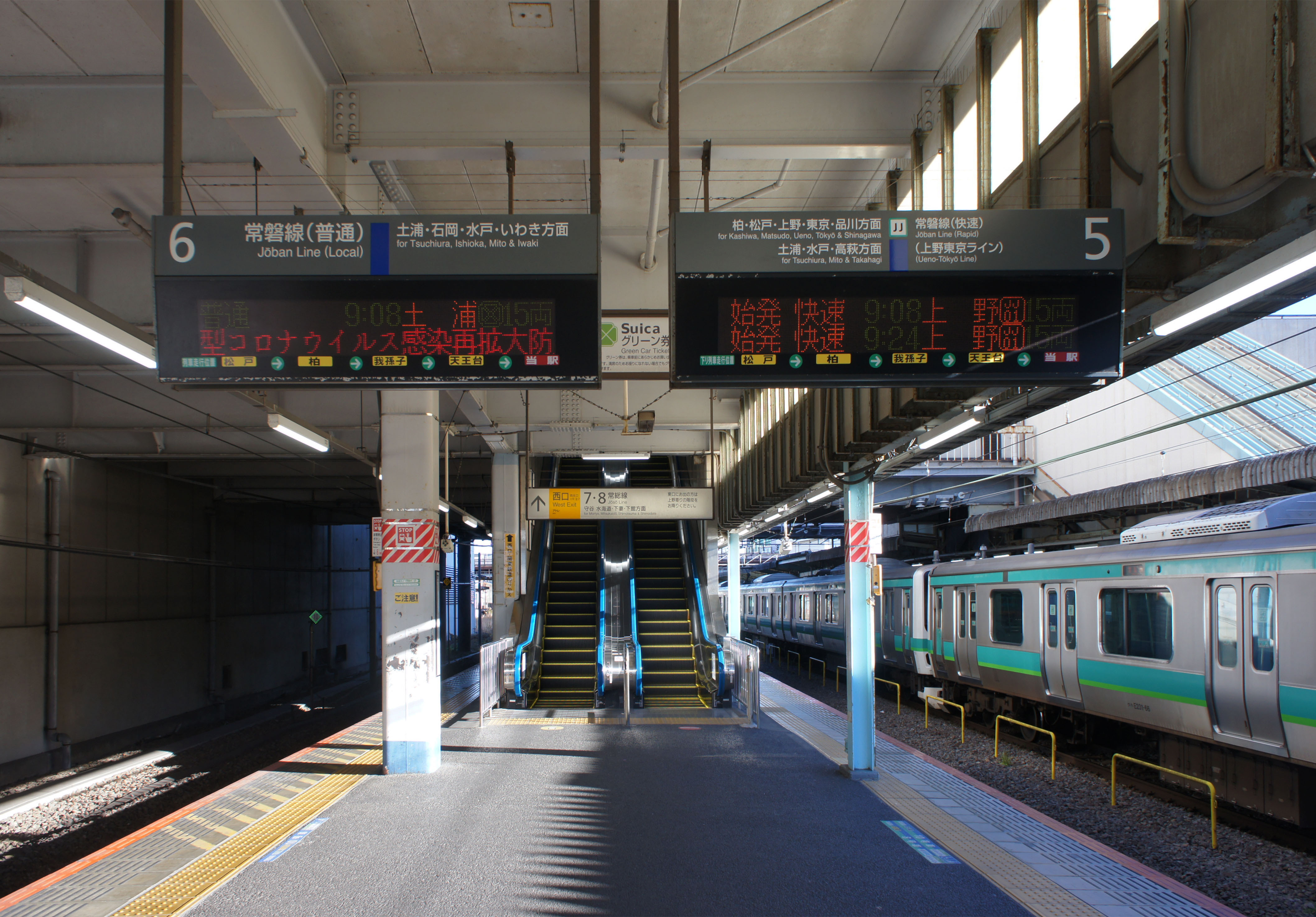
5・6番線ホーム（2021年12月）
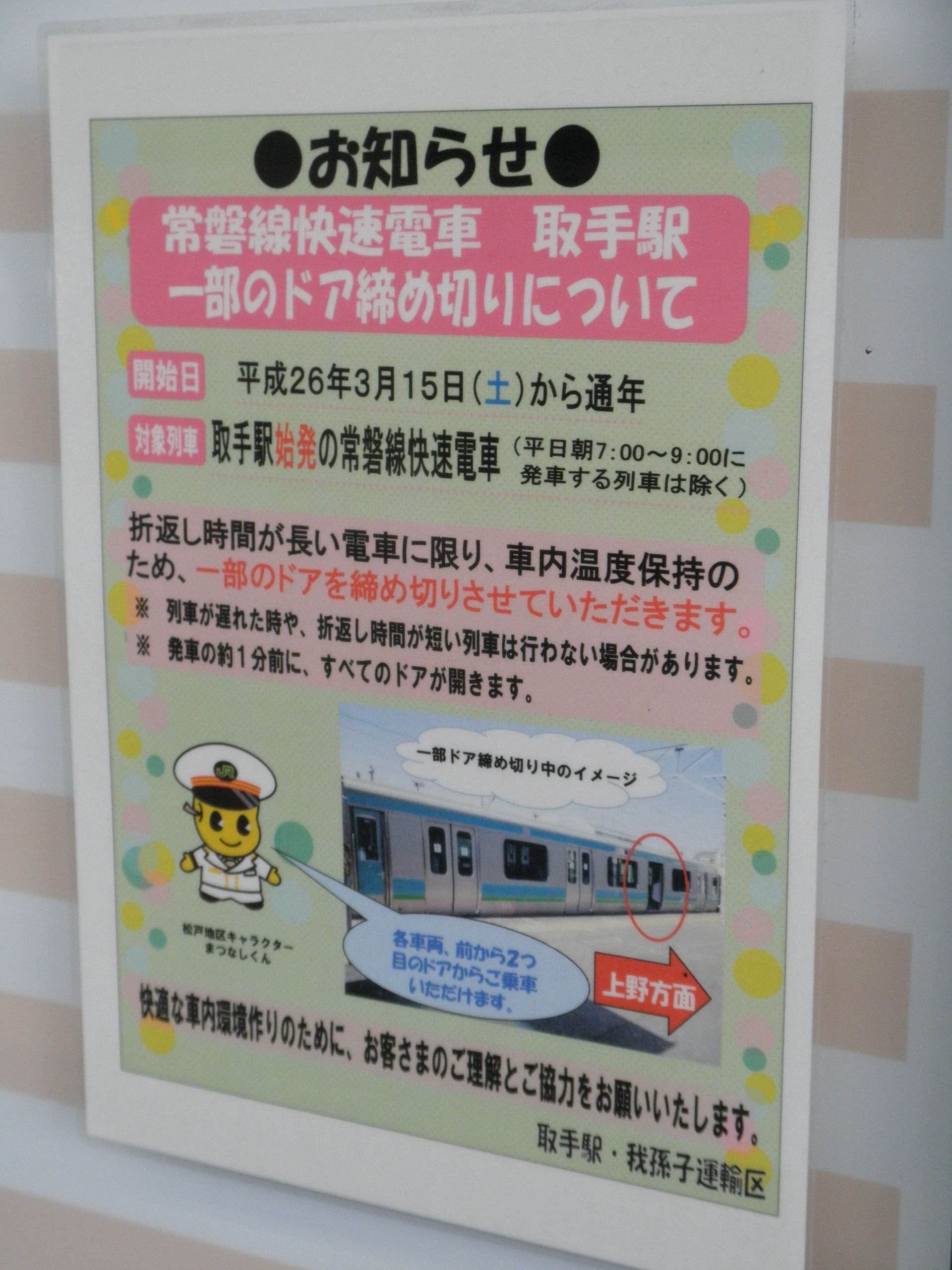
3・4番線ホームの時刻表にあるドア一部締切の案内（2014年8月）

### 関東鉄道
島式ホーム1面2線を有する地上駅。改札とホームの間は階段の他に車椅子対応エスカレーターでも結ばれている。ホーム上には売店、立ち食いそば・うどん店もあったが閉鎖された。
JR線との連絡改札口があるが、常総線は交通系ICカード全国相互利用サービスの対象外であるため、Suica・PASMO以外のICカードでは通過できない。

#### のりば
| 番線 | 路線    | 行先                 |
| ---- | ------- | -------------------- |
| 7・8 | ■常総線 | 戸頭・守谷・下館方面 |

（出典：関東鉄道:駅構内図）

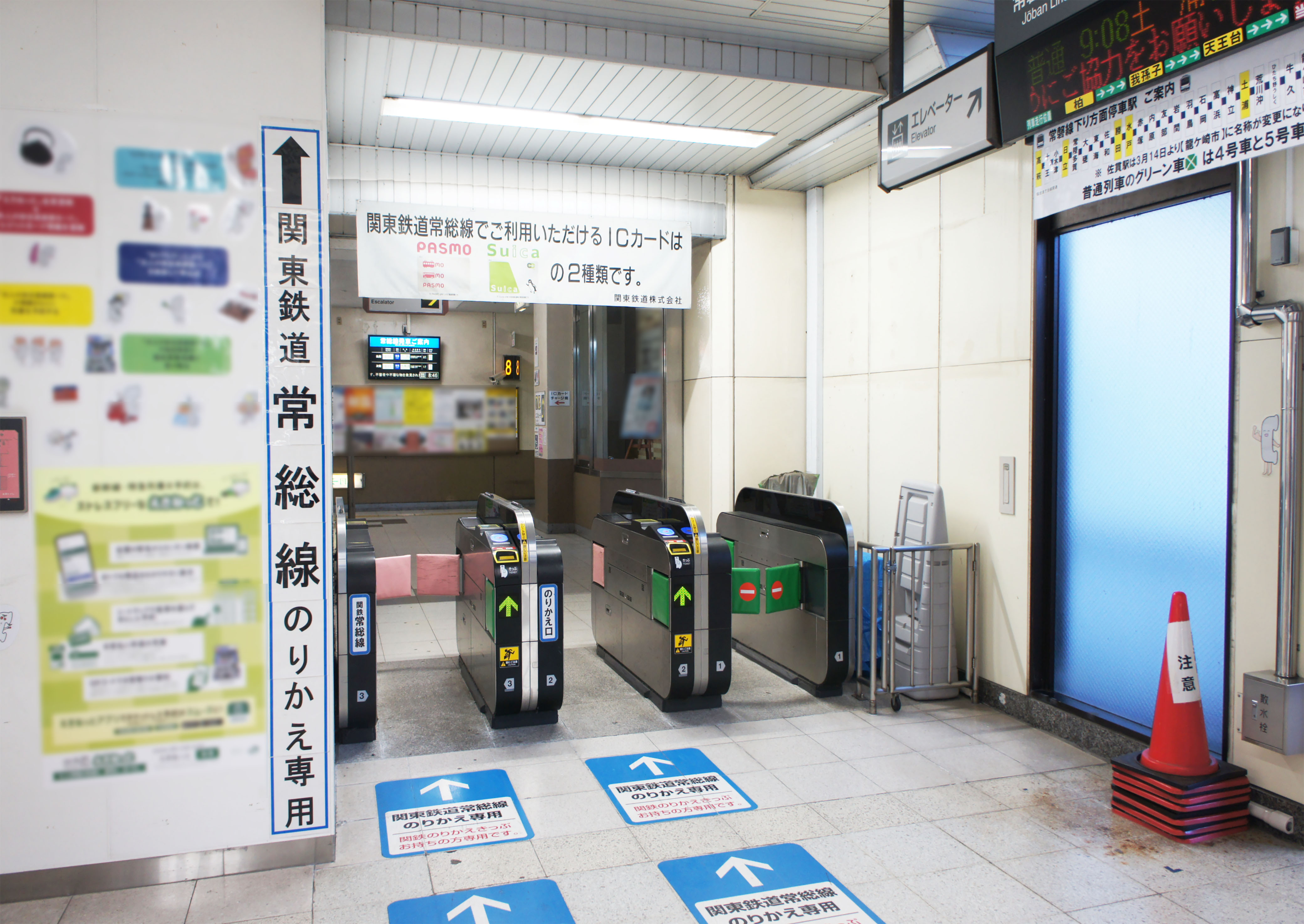
乗換改札口（2021年12月）
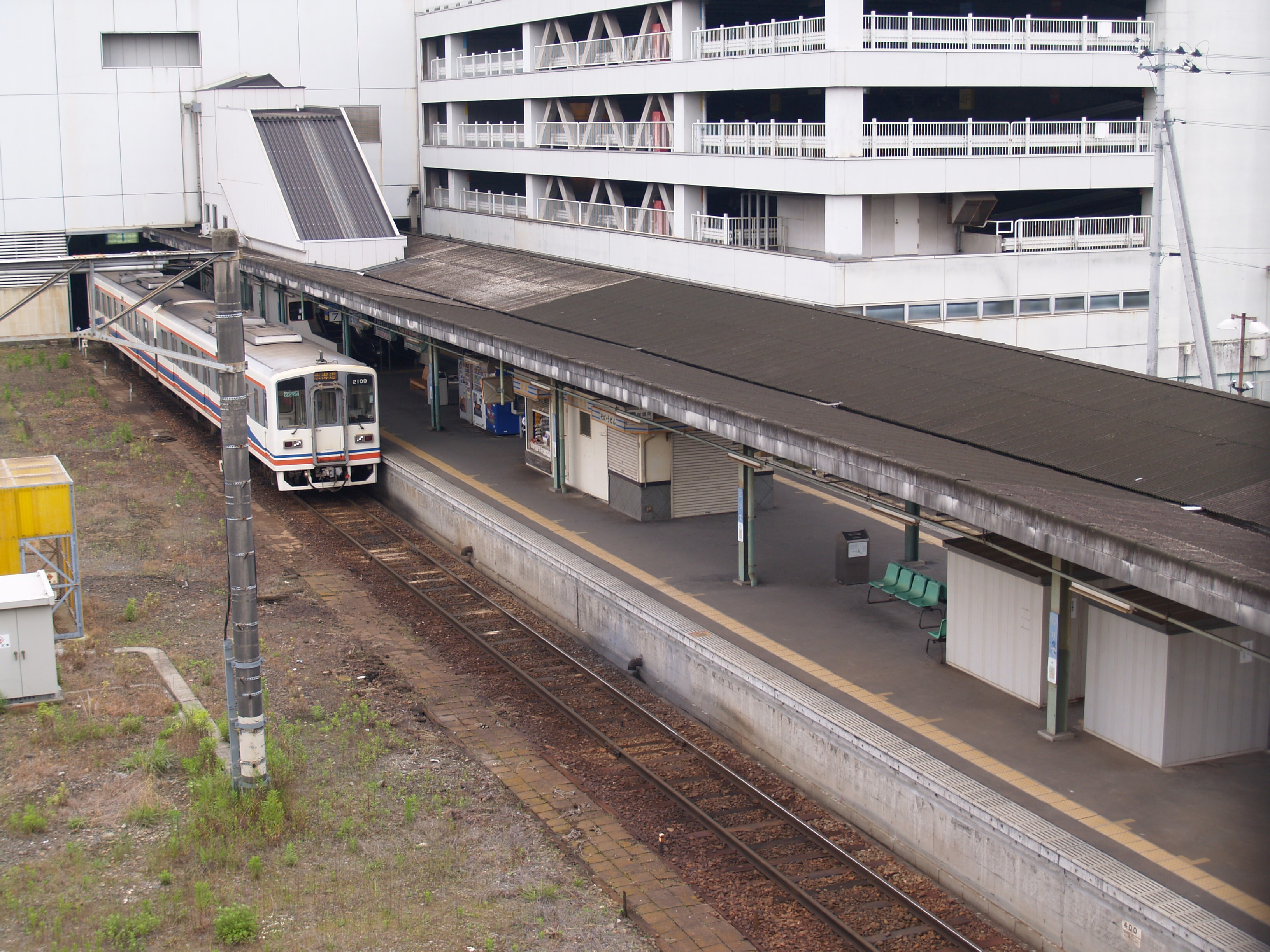
ホーム（2010年6月）

## 輸送上の特徴
常磐線では当駅以南が直流電化、水戸寄りの隣駅である藤代駅以北が交流電化と電化方式が異なっている。これは茨城県石岡市柿岡にある気象庁地磁気観測所の観測への影響を防ぐためである。当駅 - 藤代駅間には直流区間と交流区間の境界であるデッドセクションがあり、ここで直流と交流の切り替えが行われる。

## 利用状況

### JR東日本
JR東日本によると、2023年度（令和5年度）の1日平均乗車人員は23,262人である。
1999年度（平成11年度）以降の推移は以下のとおりである。
| 乗車人員推移       | 乗車人員推移     | 乗車人員推移 |
| 年度               | 1日平均 乗車人員 | 出典         |
| ------------------ | ---------------- | ------------ |
| 1999年（平成11年） | 49,215           | [ JR 2 ]     |
| 2000年（平成12年） | 48,126           | [ JR 3 ]     |
| 2001年（平成13年） | 47,236           | [ JR 4 ]     |
| 2002年（平成14年） | 45,708           | [ JR 5 ]     |
| 2003年（平成15年） | 44,623           | [ JR 6 ]     |
| 2004年（平成16年） | 43,788           | [ JR 7 ]     |
| 2005年（平成17年） | 38,997           | [ JR 8 ]     |
| 2006年（平成18年） | 34,056           | [ JR 9 ]     |
| 2007年（平成19年） | 32,840           | [ JR 10 ]    |
| 2008年（平成20年） | 31,886           | [ JR 11 ]    |
| 2009年（平成21年） | 30,662           | [ JR 12 ]    |
| 2010年（平成22年） | 29,563           | [ JR 13 ]    |
| 2011年（平成23年） | 28,315           | [ JR 14 ]    |
| 2012年（平成24年） | 27,768           | [ JR 15 ]    |
| 2013年（平成25年） | 27,901           | [ JR 16 ]    |
| 2014年（平成26年） | 27,410           | [ JR 17 ]    |
| 2015年（平成27年） | 28,450           | [ JR 18 ]    |
| 2016年（平成28年） | 28,068           | [ JR 19 ]    |
| 2017年（平成29年） | 27,741           | [ JR 20 ]    |
| 2018年（平成30年） | 27,613           | [ JR 21 ]    |
| 2019年（令和元年） | 27,277           | [ JR 22 ]    |
| 2020年（令和02年） | 20,717           | [ JR 23 ]    |
| 2021年（令和03年） | 21,058           | [ JR 24 ]    |
| 2022年（令和04年） | 22,162           | [ JR 25 ]    |
| 2023年（令和05年） | 23,262           | [ JR 1 ]     |

### 関東鉄道
2022年度（令和4年度）の1日平均乗降人員は10,084人である。
2009年度（平成11年度）以降の推移は以下のとおりである。
| 乗降人員推移       | 乗降人員推移     | 乗降人員推移    |
| 年度               | 1日平均 乗降人員 | 出典            |
| ------------------ | ---------------- | --------------- |
| 2009年（平成21年） | 13,129           | [ 関東鉄道 1 ]  |
| 2010年（平成22年） | 12,250           | [ 関東鉄道 2 ]  |
| 2011年（平成23年） | 11,534           | [ 関東鉄道 3 ]  |
| 2012年（平成24年） | 11,540           | [ 関東鉄道 4 ]  |
| 2013年（平成25年） | 11,365           | [ 関東鉄道 5 ]  |
| 2014年（平成26年） | 10,666           | [ 関東鉄道 6 ]  |
| 2015年（平成27年） | 11,081           | [ 関東鉄道 7 ]  |
| 2016年（平成28年） | 11,345           | [ 関東鉄道 8 ]  |
| 2017年（平成29年） | 11,332           | [ 関東鉄道 9 ]  |
| 2018年（平成30年） | 11,506           | [ 関東鉄道 10 ] |
| 2019年（令和元年） | 11,465           | [ 関東鉄道 11 ] |
| 2020年（令和02年） | 8,477            | [ 関東鉄道 12 ] |
| 2021年（令和03年） | 9,190            | [ 関東鉄道 13 ] |
| 2022年（令和04年） | 10,084           | [ 14 ]          |

## 駅周辺
駅ビルであるアトレ（旧・ボックスヒル）や雑居ビル等が見られるが、少し歩けばほとんどが住宅街である。駅周辺は坂が多い。
東側はかつての取手宿であり、歴史的建造物も存在する。取手のもともとの市街地である。1973年（昭和48年）の開店当時は県下最大規模の商業施設であった「カタクラショッピングプラザ」（キーテナントはイトーヨーカドー）があったが、2001年にイトーヨーカドーが撤退。入れ替わりにマルエツやダイソーなどが入居したものの衰退に歯止めがかからず、2007年（平成19年）に閉店、解体され、マンションとなった。
西側にも、1972年（昭和47年）に開店した西友や1985年（昭和60年）10月6日に開店した取手とうきゅうがあったが、西友は1986年（昭和61年）に、取手とうきゅうは2010年（平成22年）8月31日に閉店した。
その結果、駅周辺ではボックスヒルが唯一のショッピングビルとなっていたが、2012年（平成24年）12月6日に取手駅西口市街地再開発ビル（旧・取手とうきゅうビル）に、再出店する西友を核テナントとする「リボンとりで」が開業した。
南側は利根川堤防に近い。取手競輪場は駅北西にあり徒歩圏内である。
取手市の中心市街地を成しているが、取手市役所（本庁）・取手郵便局は常総線寺原駅が最寄である。当駅周辺にあるのは「取手駅前窓口」と「取手支所」である。
毎年8月第2土曜日に行われる「とりで利根川大花火」開催時、当駅は多くの花火観覧客で賑わう。開催当日は東口周辺で交通規制がかかる。
東側
- 三井住友銀行 取手支店
- 常陽銀行 取手支店
- 東横INN取手駅東口
- セントラルホテル取手
- 旧取手宿本陣
- 長禅寺
- 茨城県立取手第一高等学校
- 茨城県立取手第二高等学校
- 取手簡易裁判所
- 取手市立図書館
- 取手市民会館
- 取手福祉会館
  - 取手市役所 取手支所、取手市文化事業団
- 利根川サイクルステーション（無料レンタルサイクル） - 冬季を除く土日祝日の9時 - 16時のみ営業。
- 取手市緑地運動公園 - 利根川河川敷
- 取手市営「小堀の渡し」取手ふれあい桟橋（JR橋梁そば） - 利根川河川改修時以降の分断地区である小堀（おおほり）行きの渡し船の駅側乗り場。水曜日と12月29日 - 1月3日は休航。
- ミスターマックス取手店
- ヤオコー取手青柳店
- DCM取手青柳店

西側
- アトレ取手 - 出店店舗の詳細は公式サイト「フロアガイド」を参照。
- リボンとりで - 旧・取手とうきゅうビル。西友取手駅前店やほけんの窓口など[新聞 5]。
  - 取手市役所 取手駅前窓口 - リボンとりでビル3階
  - 取手市ふるさとハローワーク - リボンとりでビル5階
- 取手ウェルネスプラザ
- セレモ取手駅ホール（葬儀式場）
- みずほ銀行 取手支店
- 利根パークゴルフ場 - 利根川河川敷
- 水戸信用金庫 取手支店
- 取手競輪場
- キヤノン取手事業所
- 江戸川学園取手中学校・高等学校

## バス路線
バスは東口と西口のロータリーから発車する。ラッシュ時は市内の住宅団地への路線が頻発するほか、周辺市街への長距離路線や企業の送迎バスも多数発着する。競輪場直行の無料送迎バスも西口から運行する（開催日のみ）。
| のりば | 運行事業者             | 行先                                                |
| 東口   | 東口                   | 東口                                                |
| ------ | ---------------------- | --------------------------------------------------- |
| 1      | 関東鉄道               | - 光風台団地 - 関鉄竜ヶ崎駅                         |
| 2      | 大利根交通自動車       | - 北方車庫 - もえぎ野台 - 立崎 - 利根ニュータウン東 |
| 3      | 関東鉄道               | - 井野団地循環 - JAとりで総合医療センター           |
| 4      | 取手市コミュニティバス | 取手市コミュニティバス                              |
| 西口   |                        |                                                     |
| 1      | 関東鉄道               | - 江戸川学園                                        |
| 2      | 関東鉄道               | JAとりで総合医療センター                            |
| 3      | 関東鉄道               | - 守谷駅東口 - 豊体 - 谷田部車庫                    |

## 隣の駅
東日本旅客鉄道（JR東日本）
 常磐線（快速・中距離列車）
■特別快速
柏駅 (JJ 07) - 取手駅 (JJ 10) - 藤代駅
■快速・■普通（当駅以南「快速」）
天王台駅 (JJ 09) - 取手駅 (JJ 10) - 藤代駅
 常磐線（各駅停車、平日朝夕時間帯のみ運転）
天王台駅 (JL 31) - 取手駅 (JL 32)
関東鉄道
■常総線
■快速・■普通
取手駅 - 西取手駅

### 記事本文